# ماموت امپراتور
ماموت امپراتور (نام علمی: Mammuthus imperator) گونه‌ای منقرض‌شده از دودمان فیل و سرده ماموت است که در بازه زمانی مربوط به پلیستوسن در آمریکای شمالی زیست می‌کرد. این گونه با حدود ۴ متر ارتفاع تا شانه یکی از بزرگ‌ترین گونه‌های شناخته شده ماموت‌ها محسوب می‌شود، و احتمالاً بزرگ‌ترین پستاندار خشکی‌زی تاریخ آمریکای شمالی نیز به حساب می‌آید. به‌طور سنتی از ماموت امپراتور به عنوان دومین گونه بزرگ ماموت پس از ماموت سونگاری (Mammuthus sungari) یاد می‌شود، اما پژوهشی در سال ۲۰۱۰ آشکار ساخت که بقایای ماموت سونگاری متعلق به ماموت استپ (Mammuthus trogontherii) بوده است. بیشتر بقایای ماموت امپراتور در ایالات متحده آمریکا یافت شده، اما بقایای این گونه در کانادا و جنوب مکزیک نیز شناخته شده است. چنین به نظر می‌رسد که ماموت امپراتور در پایان پلیستوسن سرنوشتی مشابه ماموت کلمبیایی داشته و به خاطر مجموعه‌ای از عوامل مختلف از جمله تغییر اقلیم و شکار توسط انسان پیشاتاریخی از میان رفته است.
پژوهش‌های اخیر نشان می‌دهند که بقایای ماموت امپراتور احتمالاً متعلق به ماموت کلمبیایی بوده و در نتیجه بقایای این دو گونه در اصل متعلق به گونه است.

## نگارخانه

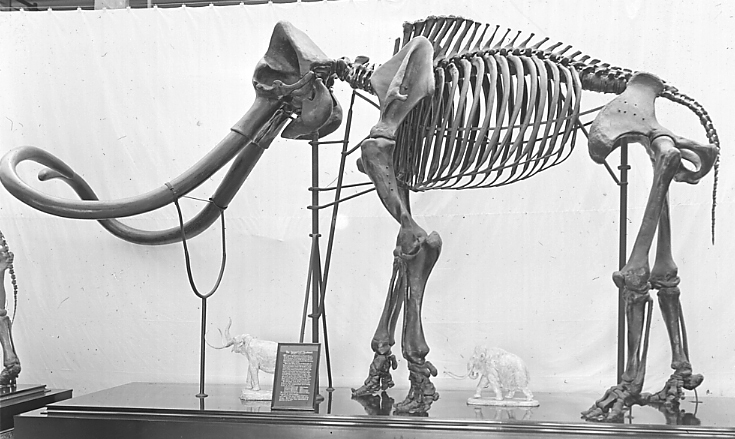
تصویر قدیمی از اسکلت ماموت امپراتور
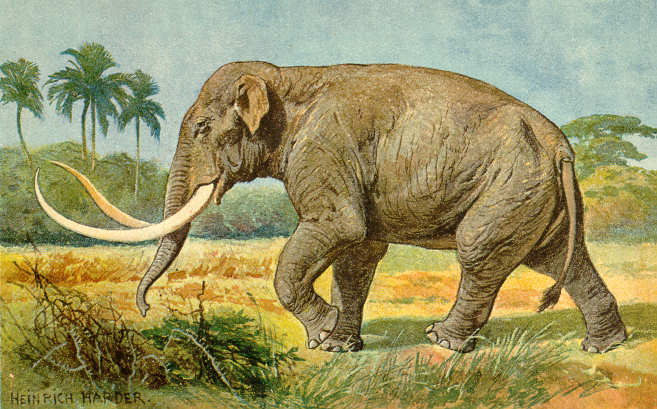
بازسازی ماموت امپراتور اثر هانریش هاردر